# Meuhoek
Meuhoek est une localité des Pays-Bas qui fait partie de la région d’Achterhoek, commune de Bronckhorst.